# 16231 Джесбергер
16231 Джесбергер (16231 Jessberger) — астероїд головного поясу, відкритий 11 березня 2000 року.
Тіссеранів параметр щодо Юпітера — 3,206.